# Lasse Virén
Lasse Artturi Virén (spreek uit: wi-reen) (Myrskylä, 22 juli 1949) is een Fins politicus en oud-atleet, die vier gouden medailles won op de Olympische Zomerspelen van 1972 en 1976. Beide malen won hij zowel de 5000 als de 10.000 m, net als eerder Vladimir Koets. In 1976 waren de Afrikaanse landen, waaronder Kenia, die deze afstanden veelal domineren, niet aanwezig.

## Biografie

### Eerste successen als junior
Virén, van beroep politiebeambte, begon als vijftienjarige zo af en toe aan loopwedstrijden deel te nemen. Echt trainen deed hij toen nog niet, maar hij ging wel hardlopen in de bossen bij zijn dorp. In 1965 begon hij wat gerichter te trainen en volgde hij de aanwijzingen op van zijn broer Nisse. Op zijn zeventiende liep hij de 1000 m in 2.40 en op zijn achttiende had hij zich al zodanig ontwikkeld, dat hij op de 3000 en 5000 m Scandinavische juniorenrecords vestigde. Op de laatste afstand was hij met 14.59,4 de eerste Finse junior die beneden de 15 min. bleef.

### Wereldrecords en olympisch goud
Twee jaar later schaarde Virén zich op de 5000 en 10.000 m bij de Europese topklasse en in 1972, het olympische jaar, liep Virén voorafgaand aan de Spelen een wereldrecord van 8.14,0 op de twee Engelse mijl. Daarop volgden zijn twee gouden medailles op de 5000 en 10.000 m op de Olympische Spelen, de eerste in een tijd van 13.26,4, een olympisch record, de tweede in 27.38,4, een wereldrecord. De laatste prestatie was te meer opmerkelijk, daar de Fin in de twaalfde ronde van de 10.000 meter-finale na een botsing met Mohammed Gammoudi was gevallen. Terwijl de Tunesiër opgaf, rolde Virén voorwaarts en zette meteen de achtervolging weer in. In de eindsprint vond hij nog de kracht om de Belg Miel Puttemans te kloppen en het zeven jaar oude wereldrecord van Ron Clarke met één seconde te verbeteren.
Kort na de Spelen verbeterde Virén ook op de 5000 m het wereldrecord met 0,2 seconde, maar dat werd hem kort daarna door Puttemans weer afgepakt. Records waren voor Virén overigens maar bijzaak. Hij liep alleen voor de Olympische Spelen.

### Blessures en wederom olympisch goud
In 1973 en 1974 kampte Virén met een blessure aan zijn voetgewricht. Maar in 1976 verscheen hij weer helemaal in topvorm in Montreal, waar hij zijn kunststuk van vier jaar ervoor herhaalde. Dit gaf hem zoveel mentale kracht, dat hij het waagde om aansluitend ook voor de eerste keer aan de marathon deel te nemen. Een vijfde plaats was het resultaat.

### Laatste fase atletiekloopbaan
Het succes van de Fin lokte ook geruchten uit. Sommigen meenden dat rendierbloed de sleutel tot zijn succes moest zijn, anderen spraken van bloeddoping. Bewijzen zijn er echter nooit geweest. Toch raakte Virén in de vergetelheid en kwam hij in 1978 bij de Europese kampioenschappen niet eens aan de start. Maar op de Spelen van 1980 in Moskou herrees hij als een feniks uit de as. Grootse prestaties kon hij er echter niet meer leveren.
Hierna was het gedaan met de atletiekloopbaan van de Fin met het ringbaardje. In 1993 werd voor de aanvang van de Europese kampioenschappen vlak bij het olympisch stadion in Helsinki een bronzen beeld van Virén onthuld. Het staat niet ver van het standbeeld van zijn landgenoot Paavo Nurmi.
Na zijn sportcarrière werd Virén politicus. Hij is sinds 1999 parlementslid voor de Nationale Coalitiepartij.
In 2014 werd hij opgenomen in de IAAF Hall of Fame.

## Titels
- Olympisch kampioen 5000 m - 1972, 1976
- Olympisch kampioen 10.000 m - 1972, 1976
- Fins kampioen 5000 m - 1969, 1976
- Fins kampioen veldlopen - 1976, 1978

## Persoonlijke records
| Onderdeel | Prestatie        | Datum             | Plaats   |
| --------- | ---------------- | ----------------- | -------- |
| 800 m     | 1.54,3           |                   |          |
| 1500 m    | 3.41,8           | 1976              |          |
| 3000 m    | 7.43,2           | 27 juli 1972      | Oulu     |
| 5000 m    | 13.16,4 (ex-WR)  | 14 september 1972 | Helsinki |
| 10.000 m  | 27.38,35 (ex-WR) | 3 september 1972  | München  |
| marathon  | 2:13.10,8        | 31 juli 1976      | Montreal |

## Palmares

### 3000 m
- 1980: 4e Viareggio Meeting - 7.54,94

### 5000 m
- 1971: 7e EK in Helsinki - 13.38,6
- 1972:  OS - 13.26,42
- 1973:  KEN vs ITA vs FIN in Helsinki - 13.32,8
- 1973: 5e Europacup in Edinburgh - 14.18,23
- 1974:  EK in Rome - 13.24,57
- 1975: 4e TOP Games in Helsinki - 13.34,51
- 1975:  Nurmi Games in Turku - 13.36,8
- 1976:  OS - 13.24,76
- 1977:  FIN vs SWE in Stockholm - 13.35,8
- 1978:  ITA vs FIN in Kouvola - 13.37,0

### 10.000 m
- 1971: 17e EK in Helsinki - 28.33,2
- 1972:  OS - 27.38,35
- 1973:  Soviet Union vs East Germany vs FIN in Helsinki - 28.48,07
- 1974: 7e EK in Rome - 28.29,23
- 1974:  Finland vs Soviet Union in Sochi - 28.22,6
- 1975:  Soviet Union vs FIN in Helsinki - 28.11,4
- 1976:  TOP Games in Helsinki - 27.42,95
- 1976:  OS - 27.40,38
- 1980: 5e OS - 27.50,46

### 10 km
- 1979: 4e RevCo in Cleveland - 30.11
- 1979:  Schlitz Light Superdome in New Orleans - 29.21
- 1980:  Perrier in New York - 29.13

### 15 km
- 1980:  Midland Run in Far Hills - 44.05

### 20 km
- 1984: 4e Lasse Viren Invitational in Malibu - 1:06.36

### halve marathon
- 1974:  halve marathon van Coamo - 1:06.17
- 1979:  halve marathon van Philadelphia - 1:04.48
- 1980: 4e halve marathon van Coamo - 1:04.30

### 25 km
- 1972:  Morskom - 1:17.01
- 1978: 5e Helsinki - 1:15.40

### marathon
- 1976: 5e OS - 2:13.10,8
- 1977: 17e marathon van New York - 2:19.33,1
- 1977: 15e marathon van Fukuoka - 2:20.40
- 1980: DNF OS
- 1983: 103e marathon van New York - 2:23.54
- 1988: 59e OS - 2:27.31

## Onderscheidingen
- IAAF Hall of Fame - 2014

1912: Hannes Kolehmainen ·
1920: Joseph Guillemot ·
1924: Paavo Nurmi ·
1928: Ville Ritola ·
1932: Lauri Lehtinen ·
1936: Gunnar Höckert ·
1948: Gaston Reiff ·
1952: Emil Zátopek ·
1956: Vladimir Koets ·
1960: Murray Halberg ·
1964: Bob Schul ·
1968: Mohammed Gammoudi ·
1972: Lasse Virén ·
1976: Lasse Virén ·
1980: Miruts Yifter ·
1984: Saïd Aouita ·
1988: John Ngugi ·
1992: Dieter Baumann ·
1996: Vénuste Niyongabo ·
2000: Millon Wolde ·
2004: Hicham El Guerrouj ·
2008: Kenenisa Bekele ·
2012: Mo Farah ·
2016: Mo Farah ·
2020: Joshua Cheptegei ·
2024: Jakob Ingebrigtsen
1912: Hannes Kolehmainen ·
1920: Paavo Nurmi ·
1924: Ville Ritola ·
1928: Paavo Nurmi ·
1932: Janusz Kusociński ·
1936: Ilmari Salminen ·
1948: Emil Zátopek ·
1952: Emil Zátopek ·
1956: Vladimir Koets ·
1960: Pjotr Bolotnikov ·
1964: Billy Mills ·
1968: Naftali Temu ·
1972: Lasse Virén ·
1976: Lasse Virén ·
1980: Miruts Yifter ·
1984: Alberto Cova ·
1988: Brahim Boutayeb ·
1992: Khalid Skah ·
1996: Haile Gebrselassie ·
2000: Haile Gebrselassie ·
2004: Kenenisa Bekele ·
2008: Kenenisa Bekele ·
2012: Mo Farah ·
2016: Mo Farah ·
2020: Selemon Barega ·
2024: Joshua Cheptegei